# Lakewood, Kalifornija
Lakewood je grad u američkoj saveznoj državi Kaliforniji, koji upravno pripada okrugu Los Angeles.

## Zemljopis
Lakewood se nalazi na jugu Kalifornije, susjedni gradovi i naselja su Long Beach na zapadu i jugu, Bellflower na sjeveru, Cerritos na sjeveroistoku, Cypress na istoku i Hawaiian Gardens na jugoistoku. 

## Stanovništvo
Prema popisu stanovništva iz 2000. godine grad je imao 79.345 stanovnika, 26.853 domaćinstava, i 20.542 obitelji. Prosječna gustoća naseljenosti je 3,248 stan./km².
Prema rasnoj podjeli u gradu živi najviše bijelaca 62,67%, Afroamerikanaca ima 7,34%, Azijata 13,51%, Indijanaca 0,60%, pacifičke rase 0,62%, ostalih rasa 10,10% te izjašnjenih kao dvije ili više rasa 5,17%. Od ukupnoga broja stanovnika čak 22,78 je latinoameričkog ili hispanoameričkog podrijetla.

## Poznate osobe
- Harold Brewster bivši američki hokejaš na travi
- Kyle Korver američki profesionalni košarkaš.

## Vanjske poveznice
- Službene stranice grada (engl.)

### Ostali projekti
|  | Zajednički poslužitelj ima stranicu o temi Lakewood, Kalifornija |